# Угерске Градіште (округ)
Угерске Градіште (чеськ. Okres Uherské Hradiště) — адміністративно-територіальна одиниця в Злінському краї Чеської Республіки. Адміністративний центр — місто Угерске Градіште. Площа округу — 991,37 кв. км., населення становить 142 830 осіб.

## Адміністративно-територіальний устрій
До округу входить 78 муніципалітетів, з котрих 7 — міста.

### Міста
| Місто            | Населення |
| ---------------- | --------- |
| Угерске Градіште | 24 812    |
| Угерський Брод   | 16 410    |
| Старе Место      | 6 629     |
| Куновіце         | 5 638     |
| Бойковіце        | 4 365     |
| Глук             | 4 298     |
| Угерський Острог | 4 278     |